# 電漿振盪
電漿振盪（Plasma oscillation），又稱為朗繆爾波（以歐文·朗繆爾命名），是在為電漿或者金屬導體中的電子密度的快速振盪。在自由電子氣的介電函數中，這種振盪可以被形容為是一種不穩定現象。頻率只稍微和波長有關。這些振盪是量子化之後所產生的準粒子，稱為電漿子。
朗繆爾波是由美國物理學家歐文·朗繆爾和Lewi Tonks於1920年代發現。這和金斯不穩定性波的形式類似，金斯不穩定性波是由靜態介質中的重力不穩定性所造成的。

## 解釋
一個中性電漿，由帶正電荷的離子氣體與帶負電荷的電子所組成。假設移除一部分與離子相關聯的電子，庫倫力會將電子們拉回來。